# Lonely Lullaby
"Lonely Lullaby" je čtvrtý singl amerického synthpopového projektu Owl City vydaný nejdříve jako bonus ke třetímu studiovému albu  All Things Bright and Beautiful. Singl byl na iTunes vydán 19. července 2011.

## Seznam skladeb
| Pořadí | Název          | Délka |
| ------ | -------------- | ----- |
| 1.     | Lonely Lullaby | 4:30  |

## Informace
Skladba, která není přímo součástí alba All Things Bright and Beautiful, byla bonusem pro členy Owl City Galaxy, tzn. pro ty, kdo si předobjednali album.
19. července 2011 vyšla jako singl.
"Je to kombinace mé kariéry a prostě toho, že jsem špatný druh osoby, který svou osobností nezapadá." říká Adam Young.
"Některé písně jsou pravdivé, některé vymyšlené, některé metaforické, některé napsané kompletně z fantazie. Jediná píseň, kterou jsem napsal na 100% odpovídající mému velmi osobnímu vztahu je melancholická, piánová balada nazvaná Lonely Lullaby." Dále Adam popisuje, že je to o jeho bývalé přítelkyni Ann Marie Monson, kterou by popsal jako nejúžasnější a nejnádhernější ženu, kterou znal. Byl šíleně zamilovaný do všeho, co bylo její součástí. Na jeho život měla obrovský vliv.
"Na prstech jedné ruky můžu spočítat všechny přítelkyně, se kterými jsem chodil, a ona byla tou, se kterou to bylo nejvážnější, takže rozchod byl pro mě zdroj velké frustrace." Řekl také, že příčinou může být komunikace, neboť on není zrovna typ, který by rád volal nebo psal SMS, natož používal webcameru.
27. března 2011 Adam na Twitteru píše sérii zpráv: "Nikdy na tebe nezapomenu... Velmi mi teď chybíš... Jmenuje se to 'Lonely Lullaby' a byl bych ohromně poctěn, kdybych slyšel, co si o tom myslíš... Tak jsem napsal píseň o ní a o tom, jaké to bylo nechat odejít takovou čistou a dokonalou krásu. Byla naprostým snem... Ještě jsem to úplně nepřekonal. Někdy mi chybí tak moc, že sotva můžu dýchat. Byla dechberoucí. Příliš nádherná pro slova, příliš kouzelná na to, aby byla skutečná. Byla mým splněným snem. Byl jsem do ní zamilovaný až po uši. Dělala můj život tak živým a vášnivým. Byla to má princezna."

## Umístění
"Lonely Lullaby" se neumístila na Billboard Hot 100, ale dosáhla 12. příčky na Bubbling Under Hot 100 Singles chart, což je rozšíření Hot 100 o 25 dalších písní.